# جان جاك آرشامبو
جان جاك آرشامبو (بالفرنسية: Jean-Jacques Archambault)‏ (و. 1919 – 2001 م) هو مهندس كهربائي كندي من كيبك. تخرج من كلية الفنون التطبيقية في مونتريال والذي عمل في شركة هيدرو كيبك Hydro-Québec من أبريل 1947. انضم بعد ذلك بعامين إلى قسم تخطيط النظم ثم أصبح مساعد كبير المهندسين في عام 1954. عند التخطيط لانشاء محطة التوليد الكهرومائية بيرسميس-1 Centrale Bersimis-1 في عام 1950 شكل نقل التيار الكهربائي عبر مئات الكيلومترات إلى كيبك ومونتريال من الشاطئ الشمالي تحديًا تقنيًأ. كان المعيار هو استخدام مستوى 120 كيلو فولت في ذلك الوقت لكن المهندس الشاب البالغ من العمر 30 عامًا تمكن من إقناع هيدرو كيبك بأنه كان من الممكن زيادته مستوى الجهد إلى 315 كيلو فولت وهو رقم قياسي في ذلك الوقت تم استخدامه تجريبيًا في أوروبا والولايات المتحدة. استخدام هذا الجهد سوف يقسم عدد خطوط النقل الكهربائي المطلوبة على 6. ولكن جان جاك آرشامبو واصل بحثه وتقدم باقتراح آخر وهو خط الجهد العالي 735 كيلو فولت ويعتبر آرشامبو مخترعه، وقد تم افتتاح القسم الأول منه في 29 نوفمبر 1965. لقد كان اختراعه الأول في عالم نقل الكهرباء وتمكن من تطوير القدرات الرئيسية للطاقة الكهرومائية في شمال كيبك مثل تلك التي في خليج جيمس.
حصل الاختراع على اعتراف دولي بـ Hydro-Québec في مجال نقل الكهرباء. اعتبرت عمادة المهندسين في كيبك هذا الأختراع على انه الابتكار التكنولوجي في القرن العشرين في كيبك. في عام 2011, وصل طول شبكة خطوط الجهد العالي 735 و 765 كيلو فولت إلى 11,422 كم.

## جوائز
حصل على جوائز منها:
- Acfas Urgel-Archambeault Award  [لغات أخرى]‏ (أكتوبر 1974).[3]